# Фокус-покус (фільм)
«Фокус-покус» (англ. Hocus Pocus) — американський комедійно-фентезійний фільм режисера Кенні Ортеґа, знятий на кіностудії «Walt Disney Pictures». Прем'єра фільму відбулась 16 липня 1993 року.

## Сюжет
Сейлем, 1693 рік. Напередодні Хелловіна Текері Бінкс бачить як його молодшу сестру Емілі Бінкс зачаровують і заманюють до свого будинку сестри-відьми Сандерсон — Вінні, Мері і Сара. Вони хочуть забрати життеві сили дівчинки, щоб знову стати молодими. Текері намагається врятувати сестру, але відьми перетворюють його на чорного кота. В цей час місцеві жителі хапають відьом і вішають. Перед стратою, одна з сестер вимовила пророцтво-прокляття, згідно з яким, якщо незайманий або незаймана запалить свічку з чорним полум'ям в їхньому будинку, то відьми встануть з могил і тоді вони з'їдять всіх дітей в місті.
Через триста років, у будинок сестер Сандерсон (який на той час став музеєм) навідуються шістнадцятирічний підліток Макс Деннісон разом з однокласницею Елісон і молодшою сестрою Дені. Дені знаходить чаклунську книгу сестер, а Макс запалює свічку з чорним полум'ям і відьми повертаються. Вони намагаються схопити дітей, але на допомогу дітям з'являється Текері Бінкс у вигляді чорного кота (який на додачу став безсмертним). Дітям вдається втекти, прихопивши з собою чаклунську книгу. Тепер вони мають не дати відьмам заволодіти книгою до сходу сонця, інакше мешканцям міста загрожує страшна небезпека. Тим часом відьми починають шукати свою книгу, паралельно знайомлячись із сучасним світом.

## У ролях
- Бетт Мідлер — Вінні Сандерсон
- Сара Джессіка Паркер — Сара Сандерсон
- Кеті Наджимі — Мері Сандерсон
- Омрі Кац — Макс Деннісон
- Тора Берч — Дені Деннісон
- Вінесса Шоу — Елісон
- Шон Мюррей — Текері Бінкс (голос — Джейсон Мардсен)
- Аманда Шепард — Емілі Бінкс
- Гаррі Маршалл — чоловік у костюмі диявола
- Пенні Маршалл — дружина чоловіка у костюмі диявола
- Даг Джонс — мрець Біллі

## Цікаві факти
- Зйомки проходили в штатах Каліфорнія і Массачусетс.
- Роль Макса Деннісона спочатку планувалася для Леонардо Ді Капріо, але актор відмовився через зйомки у фільмі «Що гнітить Гілберта Грейпа»[1][2]. Роль Мері Сандерсон могла зіграти Розі О'Доннелл, проте акторка не захотіла грати роль страшної відьми.
- Під час зйомок фільму, акторка Сара Джессіка Паркер з подивом дізналась, що її прапрабабуся була звинувачена у чаклунстві в ході процесу над салемськими відьмами, і ледь не була страчена.